# Yannick Bertrand
Yannick Bertrand, né le 18 août 1980 à Thonon-les-Bains, est un skieur alpin français, il est licencié au ski club de Châtel. Il participe aux Jeux olympiques d'hiver de 2006 à Turin (Italie) dans les épreuves de la Descente (24e) et du Super G (24e).
Il a participé à sa première course de Coupe du monde de ski alpin en décembre 2001, lors d'une descente organisée à Val d'Isère. Il marque ses premiers points, lors de sa deuxième course en Coupe du monde de ski alpin au cours de la même saison, à l'occasion d'une descente à Kvitfjell, où il termine 28e.
Il est le cousin d'Olivia Bertrand.

## Palmarès

### Jeux olympiques d'hiver
| Épreuve / Édition | Turin 2006 |
| Descente          | 24e        |
| Super G           | 24e        |

### Championnats du monde
| Épreuve / Édition | Bormio 2005 | Are 2007 | Garmisch-Partenkirchen 2011 |
| Descente          | 29e         | 18e      | 29e                         |
| Super G           | DNF1        | -        | DNS1                        |

### Coupe du monde
- Meilleur classement général final : 37e en 2012.
- Meilleur classement final en Descente: 17e en 2006.
- 0 podium en carrière.

| Saison / Épreuve | Saison / Épreuve | Général | Général | Descente | Descente | Slalom | Slalom | Géant  | Géant  | Super G | Super G | Combiné | Combiné |
| ---------------- | ---------------- | ------- | ------- | -------- | -------- | ------ | ------ | ------ | ------ | ------- | ------- | ------- | ------- |
| Saison / Épreuve | Saison / Épreuve | Class.  | Points  | Class.   | Points   | Class. | Points | Class. | Points | Class.  | Points  | Class.  | Points  |
| 2002             | 2002             | 147e    | 3       | 57e      | 3        | -      | -      | -      | -      | -       | -       | -       | -       |
| 2004             | 2004             | 79e     | 69      | 32e      | 64       | -      | -      | -      | -      | 43e     | 5       | -       | -       |
| 2005             | 2005             | 70e     | 81      | 33e      | 76       | -      | -      | -      | -      | 48e     | 5       | -       | -       |
| 2006             | 2006             | 55e     | 127     | 17e      | 127      | -      | -      | -      | -      | -       | -       | -       | -       |
| 2007             | 2007             | 57e     | 121     | 25e      | 121      | -      | -      | -      | -      | -       | -       | -       | -       |
| 2008             | 2008             | 76e     | 85      | 24e      | 85       | -      | -      | -      | -      | -       | -       | -       | -       |
| 2009             | 2009             | 134e    | 9       | 47e      | 9        | -      | -      | -      | -      | -       | -       | -       | -       |
| 2010             | 2010             | 99e     | 40      | 41e      | 25       | -      | -      | -      | -      | 41e     | 15      | -       | -       |
| 2011             | 2011             | 44e     | 190     | 20e      | 139      | -      | -      | -      | -      | 26e     | 51      | -       | -       |
| 2012             | 2012             | 37e     | 241     | 18e      | 185      | -      | -      | -      | -      | 30e     | 256     | -       | -       |
| 2013             | 2013             | 117e    | 15      | 53e      | 4        | -      | -      | -      | -      | 41e     | 11      | -       | -       |

### Championnats de France
- Quadruple Champion de France de Descente à l'Alpe d'Huez en 2005, Auron en 2008, Megève en 2009 et les Ménuires en 2010.

| Épreuve / Édition                          | Descente           | Super-G            | Slalom géant | Slalom  | Super combiné |
| ------------------------------------------ | ------------------ | ------------------ | ------------ | ------- | ------------- |
| Championnats 1999 La Clusaz                | —                  | 15e                | Abandon      | Abandon | —             |
| Championnats 2000 Valloire                 | 10e                | 27e                | 30e          | 29e     | —             |
| Championnats 2001 Courchevel/L'Alpe d'Huez | —                  | 20e                | Abandon      | —       | —             |
| Championnats 2002 Val-d'Isère/Megève       | 11e                | 11e                | Abandon      | —       | —             |
| Championnats 2003 Les Menuires             | 6e                 | 7e                 | Abandon      | —       | —             |
| Championnats 2004 Les Carroz/Flaine        | Médaille de bronze | 10e                | —            | —       | —             |
| Championnats 2005 L'Alpe d'Huez            | Médaille d'or      | Médaille de bronze | 33e          | —       | —             |
| Championnats 2006 Courchevel/Val-d'Isère   | —                  | 21e                | Abandon      | —       | —             |
| Championnats 2007 Val-d'Isère/Val Cenis    | 5e                 | 6e                 | 24e          | —       | —             |
| Championnats 2008 Auron                    | Médaille d'or      | 4e                 | —            | —       | Abandon       |
| Championnats 2009 Lélex-Crozet/Megève      | Médaille d'or      | Médaille de bronze | 31e          | —       | Abandon       |
| Championnats 2010 Les Menuires             | Médaille d'or      | 4e                 | —            | —       | Abandon       |
| Championnats 2011 Tignes                   | 4e                 | Médaille d'argent  | —            | —       | Abandon       |
| Championnats 2012 L'Alpe d'Huez            | 5e                 | 10e                | —            | —       | —             |
| Championnats 2013 Peyragudes               | 8e                 | Médaille d'argent  | —            | —       | —             |